# Dicranomyia cretica
Dicranomyia cretica là một loài ruồi trong họ Limoniidae. Chúng phân bố ở miền Cổ bắc.